# Matsura Shigenobu
En aquest nom japonès, el cognom és Matsura.
Matsura Shigenobu (松浦 镇信) (1549-1614) va ser un samurai del període Sengoku i del començament del període Edo de la història del Japó.
Shigenobu va ser un general sota les ordres de Toyotomi Hideyoshi. Va participar durant la campanya en Kyushu en contra del clan Shimazu de 1587. Va participar activament durant les invasions japoneses de Corea. Durant la primera invasió va ser part de la primera divisió sota les ordres de Konishi Yukinaga i durant la segona invasió va ser part de l'exèrcit de l'esquerra.
Va destacar principalment durant el setge de Namwon el 1597, batalla on va encapçalar l'atac japonès a la fortalesa.